# Mânăstirea (okręg Călărași)
Mânăstirea – wieś w Rumunii, w okręgu Călărași, w gminie Mânăstirea. W 2011 roku liczyła 3573 mieszkańców.